# Dam is death for us
『Dam is death for us』（ダム・イズ・デス・フォー・アス）はフィリピンにおけるサン・ロケ・ダム建設問題に関するドキュメンタリー映画。

## 概要
ジャーナリストの志葉玲が2001年春季にFoEJapanが主催したサン・ロケ・ツアーに参加し、サン・ロケ・ダムの建設によりフィリピンの先住民族の生活に悪影響を及ぼすことが訴えられ、サン・ロケ・ダム建設問題に関してまとめられている。

## 外部サイト
- サンロケ多目的ダムプロジェクト　サンロケ学習ビデオ　『 Dam is Death for us 』を販売中！！